# Novedrate
Novedrate – miejscowość i gmina we Włoszech, w regionie Lombardia, w prowincji Como.
Według danych na rok 2004 gminę zamieszkiwało 2889 osób, 1444,5 os./km².